# Casa Galter Bassols
La Casa Galter Bassols és un edifici del municipi de Figueres (Alt Empordà) protegit com a bé cultural d'interès local.

## Descripció
Edifici situat a la plaça Anselm Clavé. És una casa de planta baixa i un pis, situada en cantonada. La planta baixa presenta un portal i sis finestres en arc de mig punt. Al pis cal destacar sis balcons i tribuna en fusta i vidre en el xamfrà. La porta d'entrada i els balcons del primer pis són de llinda en terracota. La façana és estucada amb motius geomètrics, i coronada per entaulament i cornisa de terracota i estuc, i coberta de teula.